# Montbouy
Montbouy és un municipi francès, situat al departament del Loiret i a la regió de Centre – Vall del Loira. L'any 2007 tenia 738 habitants.

## Demografia

### Població
El 2007 la població de fet de Montbouy era de 738 persones. Hi havia 317 famílies, de les quals 95 eren unipersonals (63 homes vivint sols i 32 dones vivint soles), 95 parelles sense fills, 95 parelles amb fills i 32 famílies monoparentals amb fills.
La població ha evolucionat segons el següent gràfic:
Habitants censats

### Habitatges
El 2007 hi havia 443 habitatges, 316 eren l'habitatge principal de la família, 100 eren segones residències i 27 estaven desocupats. 417 eren cases i 11 eren apartaments. Dels 316 habitatges principals, 228 estaven ocupats pels seus propietaris, 85 estaven llogats i ocupats pels llogaters i 3 estaven cedits a títol gratuït; 3 tenien una cambra, 22 en tenien dues, 63 en tenien tres, 103 en tenien quatre i 125 en tenien cinc o més. 234 habitatges disposaven pel capbaix d'una plaça de pàrquing. A 151 habitatges hi havia un automòbil i a 143 n'hi havia dos o més.

### Piràmide de població
La piràmide de població per edats i sexe el 2009 era:
| Homes | Edats   | Dones |
| ----- | ------- | ----- |
| 0     | 95 o +  | 0     |
| 0     | 90 a 94 | 0     |
| 4     | 85 a 89 | 8     |
| 0     | 80 a 84 | 8     |
| 28    | 75 a 79 | 28    |
| 16    | 70 a 74 | 8     |
| 12    | 65 a 69 | 24    |
| 28    | 60 a 64 | 4     |
| 16    | 55 a 59 | 16    |
| 16    | 50 a 54 | 16    |
| 20    | 45 a 49 | 28    |
| 8     | 40 a 44 | 20    |
| 32    | 35 a 39 | 36    |
| 36    | 30 a 34 | 28    |
| 16    | 25 a 29 | 32    |
| 16    | 20 a 24 | 16    |
| 12    | 15 a 19 | 12    |
| 32    | 10 a 14 | 20    |
| 24    | 5 a 9   | 20    |
| 12    | 0 a 4   | 28    |

## Economia
El 2007 la població en edat de treballar era de 467 persones, 341 eren actives i 126 eren inactives. De les 341 persones actives 318 estaven ocupades (167 homes i 151 dones) i 23 estaven aturades (13 homes i 10 dones). De les 126 persones inactives 57 estaven jubilades, 36 estaven estudiant i 33 estaven classificades com a «altres inactius».

### Ingressos
El 2009 a Montbouy hi havia 320 unitats fiscals que integraven 737 persones, la mediana anual d'ingressos fiscals per persona era de 17.951 €.

### Activitats econòmiques
Dels 25 establiments que hi havia el 2007, 1 era d'una empresa extractiva, 1 d'una empresa alimentària, 1 d'una empresa de fabricació de material elèctric, 5 d'empreses de fabricació d'altres productes industrials, 3 d'empreses de construcció, 7 d'empreses de comerç i reparació d'automòbils, 2 d'empreses d'hostatgeria i restauració, 3 d'empreses immobiliàries i 2 d'empreses de serveis.
Dels 6 establiments de servei als particulars que hi havia el 2009, 2 eren tallers de reparació d'automòbils i de material agrícola, 1 paleta, 1 fusteria, 1 lampisteria i 1 restaurant.
Dels 2 establiments comercials que hi havia el 2009, 1 era una botiga de més de 120 m² i 1 una botiga de menys de 120 m².
L'any 2000 a Montbouy hi havia 11 explotacions agrícoles.

## Equipaments sanitaris i escolars
El 2009 hi havia una escola elemental integrada dins d'un grup escolar amb les comunes properes formant una escola dispersa.

## Poblacions més properes
El següent diagrama mostra les poblacions més properes.